# Ingrid Finger
Ingrid Finger é uma modelo e rainha de beleza da Alemanha que venceu o Miss Internacional 1965.
É algumas vezes chamada simplesmente Fifi e foi a primeira de seu país a vencer este concurso.

## Biografia
Antes de ser miss, Ingrid foi modelo da Studio Suzanne e segundo o livro A History of Human Beauty, suas medidas (1,70 de altura, 55 quilos, quadris de 91 cm, busto de 91 cm e cintura de 58cm) a ajudaram a vencer os concursos de beleza. (Marwick, p. 193) 

## Participação em concursos de beleza
Ingrid foi Miss Munique, Miss Baviera e no dia 14 de maio de 1965 venceu o Miss Alemanha. Pouco depois, aos 20 anos de idade, ela derrotou outras 44 candidatas em Long Beach, Califórnia, e foi coroada Miss Internacional 1965, tendo recebido como prêmio 10 mil dólares. (Marwick, p. 192-193) 
Ela reinou por mais de 20 meses, uma vez que não houve uma edição Miss Internacional 1966.

### Reinado
Ingrid e seu então namorado Roland Cottray anunciaram em agosto de 1965, pouco depois dela vencer o Miss Internacional, que pretendiam se casar após ela coroar sua sucessora. Um ensaio fotográfico dos dois foi publicado no Getty Images e a história dos dois, ele um francês, foi estampada na Paris Match de setembro de 1965 com o título "Aquele que conquistou a moça mais bonita do mundo". (Marwick, p. 192) 